# Torneio Encestando una Sonrisa
O Torneio Encestando Una Sonrisa (Encestando um Sorriso, em espanhol) é uma competição de basquetebol realizada anualmente no Chile. O campeonato é organizado pela organização sem fins lucrativos que leva o mesmo nome e todos os recursos arrecadados com o torneio são destinados para ajudar crianças que sofrem de Insuficiência renal crônica no país andino . O campeonado é disputado por jogadores de até 24 anos e, além de equipes chilenas, tradicionalmente também há a participação de times sulamericanos e dos Estados Unidos. Entre os clubes brasileiros, o Unitri/Uberlândia sagrou-se campeão do torneio em 2006 e a Ulbra/Rio Claro em 2008.

## Edição de 1996
- Seleção Adulta de Cuba — Campeão
- Seleção Adulta do Chile
- Universidad Católica
- Randolph-Macon College

## Edição de 1997
- Seleção Adulta de Cuba — Campeão
- Universidad Católica
- Seleção Sub22 da Argentina
- The Citadel University

## Edição de 1998
- Olimpija Ljubijana — Campeão
- Universidad de Concepción
- Universidad Católica
- Festina Juventud de Badalona
- Seleção Adulta de Cuba
- A.A.U. Court Authority

## Edição de 1999
- Varesse Roosters — Campeão
- Universidad Católica
- Boca Juniors
- Welcome

## Edição de 2000
- Atenas de Córdoba — Campeão
- Universidad Católica
- Provincial Osorno
- Seleção Universitária do Brasil
- Bowling Green University
- Rutgers University

## Edição de 2001
- Provincial Osorno — Campeão
- Universidad Católica
- Atenas de Córdoba
- Estudiantes de Olavarria
- Tenerife
- Winthrop University

## Edição de 2002
- Boca Juniors — Campeão
- Atenas de Córdoba
- Universidad Católica
- Deportivo Valdivia
- Seleção Universitária do Brasil
- Randholph-Macon College

## Edição de 2003
- Provincial Llanquihue — Campeão
- Universidad Católica
- Liceo Mixto Los Andes
- Atenas de Córdoba

## Edição de 2004
- Provincial Llanquihue — Campeão
- Universidad Católica
- Liceo Mixto Los Andes
- Atenas de Córdoba
- Seleção Sub21 da Argentina
- All Star Team

## Edição de 2005
- Atenas de Córdoba — Campeão
- Sportivo Ben Hur
- Universidad Católica
- Unitri/Uberlândia
- Randholph-Macon College

## Edição de 2006
- Unitri/Uberlândia — Campeão
- Universidad Católica
- Universidad de Concepción
- Atenas de Córdoba
- Sportivo Ben Hur
- Gimnasia y Esgrima de Comodoro Rivadavia

## Edição de 2007
- Sportivo Ben Hur — Campeão
- Atenas de Córdoba
- Universidad Católica
- Universidad de Concepción
- Seleção Adulta do Chile
- Ulbra/São Bernardo

## Edição de 2008
- Ulbra/Rio Claro — Campeão
- Universidad Católica
- Universidad de Concepción
- Atenas de Córdoba
- Randholph-Macon College

## Edição de 2009
- Boca Juniors — Campeão
- Universidad Católica
- Universidad de Concepción
- Boston College

## Edição de 2010
- Obras Sanitárias — Campeão
- Boca Juniors
- Universidad Católica
- Universidad de Concepción

## Edição de 2011
- Universidad de Concepción — Campeão
- Universidad Católica
- Sokol de Antofagasta
- Español de Talca
- Boca Juniors
- Minas Tênis Clube

## Edição de 2012
A 17ª edição do torneio beneficente chileno ocorre entre os dias 11 e 15 de agosto de 2012, na cidade de Concepción. As seis equipes participantes puderam inscrever jogadores de até 24 anos mais dois atletas com idades superiores. O Brasil contou com dois clubes: UniCeub/BRB/Brasília e Minas Tênis Clube .

### Primeira fase
- UniCeub/BRB/Brasília 72 X 56 Boca Juniors
- Universidad de Concepción 76 X 65 UniCeub/BRB/Brasília
- Universidad de Concepción 101 X 82 Boca Juniors
- Universidad Católica 63 X 52 Randolph-Macon College
- Minas Tênis Clube 81 X 66 Randolph-Macon College
- Universidad Católica 88  X  76 Minas Tênis Clube

### Semifinais
- Universidad Católica 51 x 70 UniCeub/BRB/Brasília
- Universidad de Concepción 75 x 64 Minas Tênis Clube

### 5º Lugar
- Boca Juniors 77 x 81 Randolph-Macon College

### 3º Lugar
- Universidad Católica 52 x 75 Minas Tênis Clube

### Final
- Universidad de Concepción 74 x 65 UniCeub/BRB/Brasília